# Галунггунг
Гора Галунггунг (індонезійською: Gunung Galunggung, колишня назва Galoen-gong) — активний стратовулкан на Західній Яві, Індонезія, близько 80 км на південний схід від столиці провінції Західна Ява, Бандунга (або близько 25 км на схід від міста Тасікмалая на Західній Яві). Гора Галунггунг є частиною Зондської дуги, що простягається через Суматру, Яву та Малі Зондські острови, яка утворилася в результаті субдукції Австралійської плити під Євразійську.
Вперше з 1982 року після того, як виверження закінчилися та умови здавалися нормальними, 12 лютого 2012 року статус було підвищено до тривожного на основі змін умов. 28 травня 2012 року його було знижено з 2 до 1 (за шкалою від 1 до 4).

## 1822 виверження
Перше історичне виверження Галунггунга відбулося в 1822 році, в результаті чого виникли пірокластичні потоки та лахари, які вбили 4011 людей.

## Небезпечне виверження 1982 року

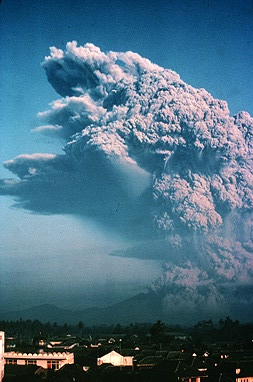
Виверження Галунггунга у 1982 році

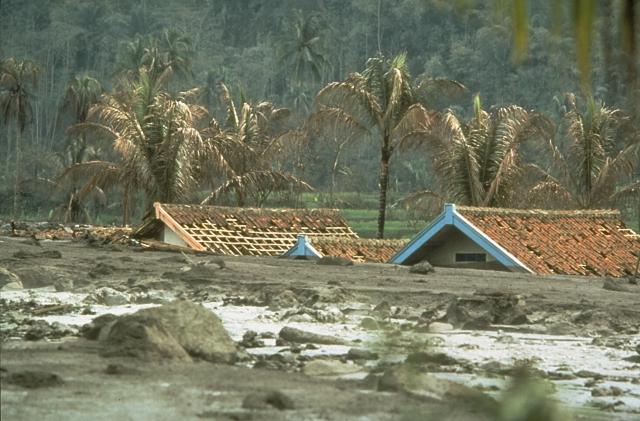
Лахари після виверження вулкана Галунггунг у 1982 році.

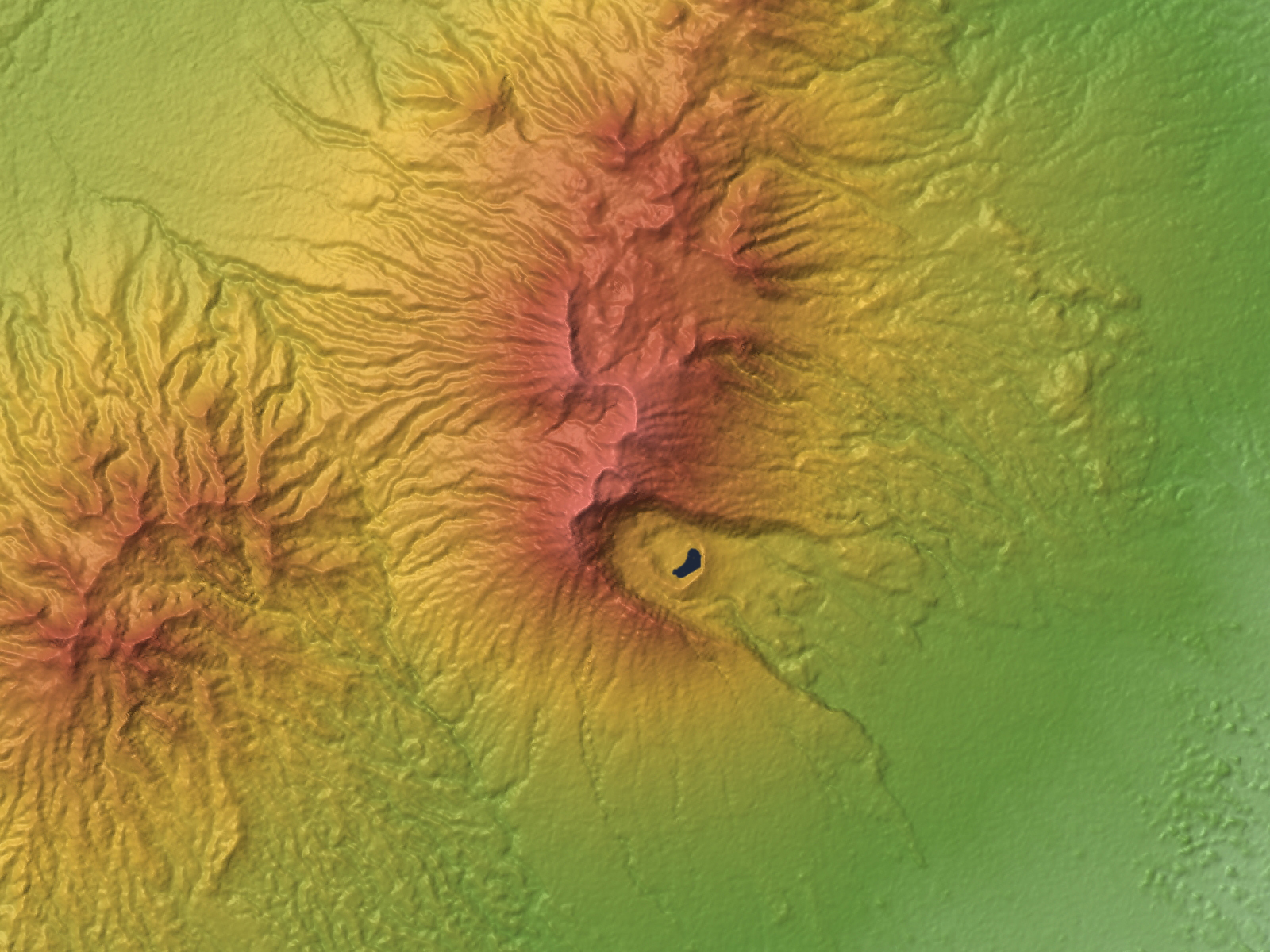
Карта рельєфу

Останнє велике виверження Галунггунга відбулося в 1982 році, індекс вибуховості вулкана становив 4, що призвело до загибелі 18 людей у дорожньо-транспортних пригодах та внаслідок голоду. Це виверження також привернуло увагу всього світу до небезпеки вулканічного попелу для авіації, після того, як у двох пасажирських літаків Boeing 747, що летіли за вітром від виверження, тимчасово відмовили двигуни та було пошкоджено зовнішні поверхні, обидва літаки були змушені здійснити аварійну посадку в аеропорту Джакарти.
Літак British Airways що перевозив 240 пасажирів, які подорожували з Куала-Лумпура, Малайзія, до Перта, Австралія, у червні 1982 року випадково потрапили в хмару попелу вночі, близько 150 км за вітром від вулкана. Усі чотири двигуни відмовили через накопичення вулканічного попелу, і літак знижувався протягом 16 хвилин, програвши 7 500 м з його 11 500 м, доки екіпажу не вдалося запустити двигуни та приземлитися в Джакарті.
Наступного місяця літак Singapore Airlines із приблизно 230 пасажири на борту також ненавмисно потрапили в хмару вночі, і три з чотирьох двигунів зупинилися. Екіпажу вдалося перезапустити один із двигунів після зниження 2400 м. Обидва літаки зазнали серйозних пошкоджень двигунів і зовнішньої поверхні.